# Trzaski (powiat wysokomazowiecki)
Trzaski – wieś w Polsce położona w województwie podlaskim, w powiecie wysokomazowieckim, w gminie Ciechanowiec.
W latach 1975–1998 miejscowość należała administracyjnie do województwa łomżyńskiego.
Wierni kościoła rzymskokatolickiego należą do parafii Parafia św. Doroty w Winnej Poświętnej.

## Historia
W I Rzeczypospolitej wieś w ziemi drohickiej w województwie podlaskim.
Pod koniec wieku XIX miejscowość w powiecie bielskim, gubernia grodzieńska, gmina Skórzec.
W roku 1921 w Trzaskach naliczono 24 budynki z przeznaczeniem mieszkalnym i 144 mieszkańców (76 mężczyzn i 68 kobiet). Narodowość polską zadeklarowało 140 osób, a białoruską 4. Wyznanie rzymskokatolickie zgłosiło 140 osób, a prawosławne 4.